# أقدم الصخور المؤرخة

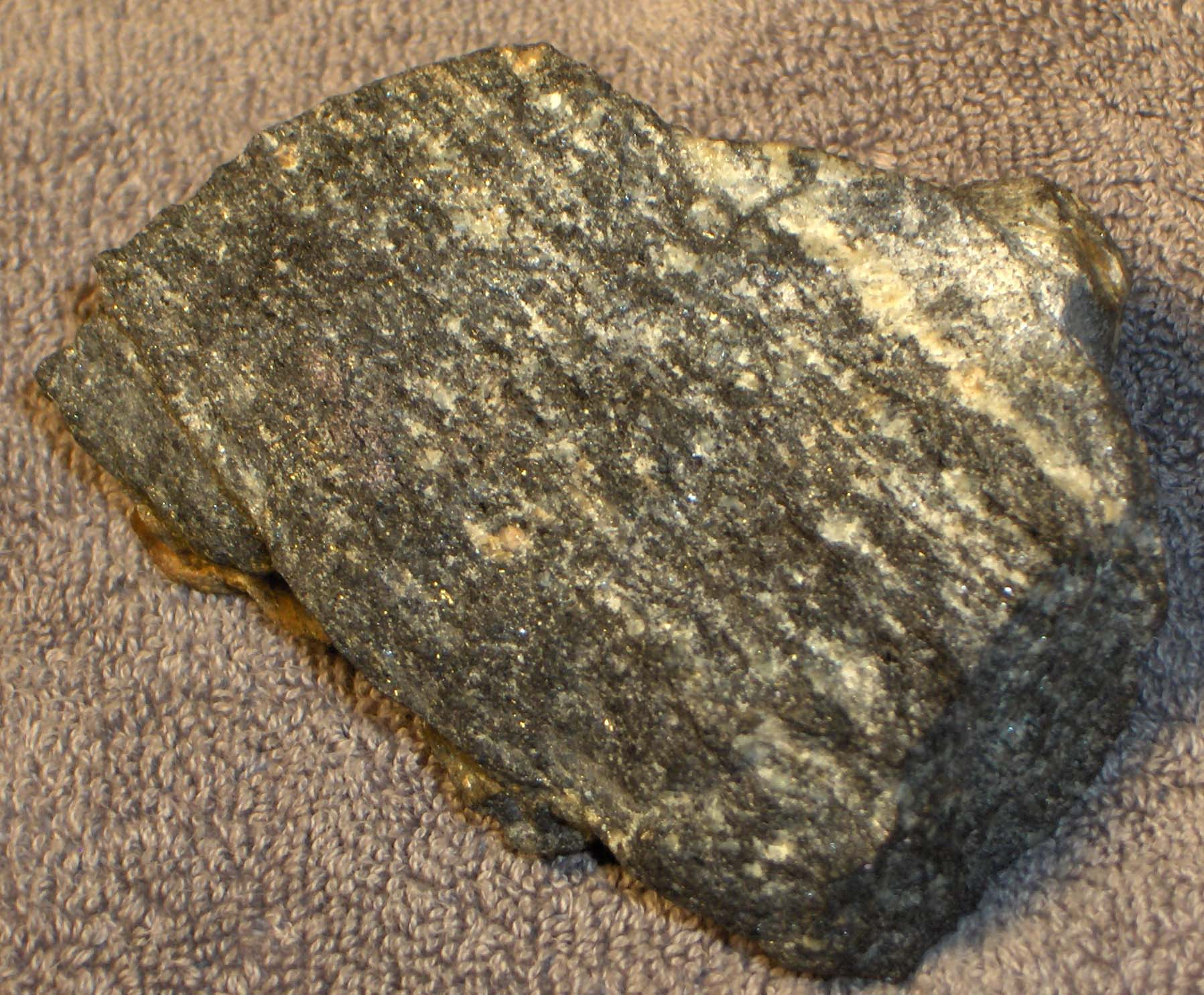
عينة من النيس من موقع أقدم صخور الأرض القديمة (منطقة نهر أكاستا في كندا). وقد تم تأريخ هذه العينة في 4.03 مليار سنة.

أقدم الصخور تاريخياً على الأرض ، هي مجموعة من المعادن لم يتم تفكيكها بعد التعرية أو الذوبان، يزيد عمرها عن 4 مليارات سنة، والتي تشكلت خلال تاريخ الأرض الجيولوجي. تتعرض مثل هذه الصخور على سطح الأرض في أماكن قليلة جدًا. يمكن العثور على بعض أقدم الصخور السطحية في الدرع الكندي،أستراليا ، إفريقيا وفي مناطق قديمة أخرى حول العالم. وعموما تتراوح أعمار هذه الصخور الفلسية بين 2.5 و 3.8 مليار سنة. الأعمار التقريبية لها هامش خطأ من ملايين السنين. في عام 1999 ، تعود أقدم الصخور المعروفة على الأرض إلى 4.031 ± 0.003 مليار سنة، وهي جزء من تجارة الرقيق Acasta Gneiss وتبين النتائج في غرب كندا .
[1] عثر الباحثون في جامعة ماكجيل على صخرة ذات عمر نموذجي قديم للغاية لاستخراجها من عباءة (من 3.8 إلى 4.28 مليار سنة) في حزام نوvواuيتاك ذو الحجر الاخضر على ساحل خليج هدسون ، في شمال كيبيك ؛
[2] لا تزال العينات قيد المناقشة، وقد تكون في الواقع أقرب إلى 3.8 مليار سنة. [3] أقدم من هذه الصخور هي بلورات من الزركون المعدنية، والتي يمكن أن تنجو من تصنيف صخورهم الأصلية ويمكن العثور عليها ومؤرخة في تشكيلات صخرية أصغر سنا
في يناير 2019 ، أبلغ علماء ناسا عن اكتشاف أقدم صخرة أرضية معروفة - على سطح القمر . أعاد رواد فضاء أبولو 14 عدة صخور من القمر وبعد ذلك، قرر العلماء أن شظية من إحدى الصخور تحتوي على «جزء من الأرض من حوالي 4 مليارات سنة مضت». احتوت القطعة الصخرية على الكوارتز والفلسبار والزركون ، وكلها شائعة على الأرض، ولكنها غير شائعة على سطح القمر.